# Залітайло Анатолій Віталійович
Анато́лій Віта́лійович Заліта́йло — старший солдат підрозділу Збройних Сил України, учасник російсько-української війни, який загинув у ході російського вторгнення в Україну в 2022 році.

## Життєпис
Народився 3 липня 1977 року в с. Йосипівка (нині — у Чоповицькій селищній громаді) Коростенського району Житомирської області.
З початком війни на сході України в 2014 році пішов добровольцем до підрозділу, який виконував завдання в районі АТО.
Загинув 10 березня 2022 року під час боїв поблизу Макарова на Київщині. Похований 14 березня 2022 року в День добровольця.

## Родина
Без батька залишилося троє синів.

## Нагороди
- орден За мужність III ступеня (2022, посмертно) — за особисту мужність і самовіддані дії, виявлені у захисті державного суверенітету та територіальної цілісності України, вірність військовій присязі [3].